# けいはんなプラザホテル
けいはんなプラザホテル（KEIHANNA PLAZA HOTEL）は、関西文化学術研究都市の中核交流施設けいはんなプラザ内にある宿泊施設。

## 概要
1993年4月21日、客室68室と2つのレストラン、宴会場を備えるけいはんな都ホテルとして開業。都ホテル大阪による運営指導のもと株式会社けいはんな都ホテルが運営していたが、2000年にけいはんなプラザホテルに名称変更され、都ホテル大阪による運営指導は終了した。また、その際にレストランと宴会が外食関連会社に運営委託された。２階にレストラン、１階にカフェがある。

## 周辺
- 国立国会図書館関西館
- ルイ・ルルー美術館
- けいはんな記念公園

## アクセス
JR祝園駅・近鉄新祝園駅・近鉄学研奈良登美ヶ丘駅より奈良交通バスで10分程度。15分間隔で運行されている。関空への直行バスもあり。
このほか精華くるりんバスも運行されており、運賃は奈良交通より安価となっている。